# Pseudomelatominae
Pseudomelatominae é uma subfamília de gastrópodes pertencente a família Turridae.